# أوتو إيكستاين
أوتو إيكستاين (بالإنجليزية: Otto Eckstein)‏ هو اقتصادي أمريكي، ولد في 1 أغسطس 1927 في ألمانيا، وتوفي في 22 مارس 1984.

## وصلات خارجية
- أوتو إيكستاين على موقع إن إن دي بي (الإنجليزية)